# Arnold Schering
Pour les articles homonymes, voir Schering (homonymie).
Arnold Schering (* 2 avril 1877 à Breslau - † 7 mars 1941 à Berlin) est un musicologue allemand.

## Biographie
Arnold Schering, fils d'un éditeur d'art, passa sa jeunesse à Dresde. Il y fréquenta le collège Ste Anne  (Annengymnasium) et apprit à jouer du violon. À partir de 1896, il poursuivit l'étude du violon auprès de Joseph Joachim à l'École Supérieure de Musique de Berlin et la musicologie à l'Université de Leipzig. Il se fit remarquer par une thèse sur l'histoire du concerto instrumental (où il s'intéresse, l'un des premiers, à Antonio Vivaldi), couronnée avec succès. Après 1928, il enseigna à Berlin.